# Just Say Love (film)
Just Say Love (tj. Stačí říct láska) je americký hraný film z roku 2009, který režíroval Bill Humphreys podle vlastního scénáře. Film natočený na jevišti v divadelních kulisách popisuje vztah dvou mužů, z nichž jeden je gay. Snímek měl světovou premiéru na Philadelphia Q Festu dne 18. července 2009.

## Děj
Guy si čte na lavičce v parku Platóna a seznámí se s Dougem, který nedaleko pracuje na stavbě. Oba jsou naprosto odlišní. Guy je intelektuál a gay, Doug je přímočarý s přítelkyní Gitou. Guy pozve Douga k sobě domů, kde mezi nimi dojde k sexu. Později se ještě několikrát setkají, ale pak Doug zmizí a ozve se až po nějaké době. Doug a Gita mají dítě. Guy a Doug se setkávají sporadicky. Postupně se do sebe zamilují.

## Obsazení
| Robert Mammana | Doug |
| Matthew Jaeger | Guy  |